# Andrej Lavrov
Andrej Ivanovitj Lavrov (ryska: Андрей Иванович Лавров), född 26 mars 1962 i Krasnodar i dåvarande Sovjetunionen, är en rysk före detta handbollsmålvakt. Han är den första handbollsspelare i världen som vunnit tre olympiska guld och den ende tillsammans med sydkoreanskan Oh Seong-ok och fransmannen Nikola Karabatić att medverka i fem raka OS (1988, 1992, 1996, 2000 och 2004).

## Karriär
Andrej Lavrov spelade i sin karriär förutom i Sovjetunionen/Ryssland även i Tyskland (TV Niederwürzbach), Frankrike (US Ivry HB, Livry-Gargan HB) och Kroatien (Badel 1862 Zagreb). Han var lagkapten en längre tid i det ryska landslaget.
Lavrov debuterade för Sovjetunionen på 1980-talet och var med och vann OS-guld 1988 i Seoul. 1992 vann han OS-guld med Förenade laget och 2000 med Ryssland. I och med segern var han den enda som vunnit OS-guld med tre olika landslag. Fyra år senare vann han sin fjärde olympiska medalj, unikt för en handbollsspelare vid en ålder av 42 år, och Ryssland tog då brons.
Han har också vunnit två VM-guld, 1993 och 1997 och även förlorat två finaler (båda mot Sverige 1990 och 1999) samt vunnit EM-guld 1996.
28 december 2005 hölls en tackmatch i Moskva för Lavrov där bland andra vännen Stefan Lövgren medverkade. Lavrov har efter den aktiva karriären arbetat politiskt, anställd som tredje högste tjänsteman på sportministeriet.

## Meriter

### Landslag
- OS-guld: 1988, 1992 och 2000
- OS-brons: 2004
- VM-guld: 1993 och 1997
- VM-silver: 1990, 1999
- EM-guld: 1996
- EM-silver: 1994, 2000